# 苦悶之謳
《苦悶之謳》又名《苦中樂》，二胡獨奏曲，劉天華創作于1926年8月。借鑒了西洋古典音樂的嚴格變奏手法，舞蹈性強，但並不歡快。抒發作者對現實的苦惱和不滿，全曲都保持著這種風格。

## 樂曲結構
本曲是一首變奏曲，由引子、主題、3次變奏和尾聲共6段組成。以大量的連弓附點十六分音符和三十二分音符來表現作品主題。
1. 前8小節：引子，節奏較為自由。
2. 第9至第24小節：樂曲的主體，雖然音符較密，但是由於節拍速度很慢。
3. 第25至第40小節：第1個變奏樂段，速度較主題樂段稍流暢。
4. 第41至第56小節：第2個變奏樂段，以附點十六分音符音型為主要特點。
5. 第57至第65小節：第3個變奏樂段，以連弓三十二分音符為主要特點，使樂曲情緒變得歡快。
6. 第66至第69小節：尾聲，節奏較為自由，表現了作者從意想中回到現實世界。[2]

## 資料來源
1. ↑  .   [2012-02-01]. （原始内容存档于2011-08-16）.  中華古韻：劉天華二胡曲-《苦悶之謳》
2. ↑  http://www.erhuchina.com/cz_news.asp?cid=8&id=216%5B%5D  苦中寻乐 苦乐交融——刘天华十大二胡名曲赏析之三《苦闷之讴》